# Марія Вальдек-Пірмонтська
Георгі́на Генріє́тта Марі́я Ва́льдек-Пі́рмонтська (нім. Georgine Henriette Marie Prinzessin zu Waldeck und Pyrmont, 23 травня 1857 — 30 квітня 1882) — німецька принцеса з Вальдекського дому, донька князя Вальдек-Пірмонту Георга Віктора та принцеси Нассау Олени, дружина спадкоємного принца Вюртембергу Вільгельма.

## Біографія
Марія народилася 23 травня 1857 року в Арользені третьою дитиною та третьою донькою в родині князя Вальдек-Пірмонту Георга Віктора та його першої дружини Олени Нассауської. Дівчинка мала старших сестер Софію Ніколіну та Пауліну. Згодом народилися молодші дітиː Емма, Олена, Фрідріх та Єлизавета.
Вихованням дітей займалася матір, яка намагалася дати їм різнобічну освіту, привчити до самодисципліни та прищепити почуття обов'язку. Мешкали вони в Арользенському палаці, літо проводили у Пірмонтському замку. Князівський двір був невеликим, там панувала приємна атмосфера.
Коли Марії було 12 років, від сухот померла її старша сестра Софія Ніколіна.
У 19 років Марія взяла шлюб із 28-річним спадкоємним принцом Вюртембергу Вільгельмом. Союз був укладений по любові. Весілля відбулося 15 лютого 1877 року в Арользені. За 10 місяців народила первістка. Всього у подружжя було двоє дітей, що народилися живими. Марія померла за тиждень після передчасних третіх пологів від ускладнень. Поховали її на Старому Цвинтарі Людвігсбурга.
Смерть їхнього сина у віці немовляти призвела до кризи престолонаслідування. Аби продовжити династію Вільгельм, за кілька років одружився вдруге, проте шлюб виявився бездітним. Спадкоємцем було оголошено Альбрехта Вюртемберзького, однак Листопадова революція 1918 року поклала край існуванню королівства загалом.
У жовтні 1921 року Вільгельм помер і, згідно його бажання, був похований поруч із першою дружиною та їхніми дітьми.

## Титули
- 23 травня 1857—15 лютого 1877 — Її Світлість Принцеса Марія цу Вальдек-Пірмонт;
- 15 лютого 1877—30 квітня 1882 — Її Королівська Високість Принцеса Вільгельм Вюртемберзький.

## Родина
Чоловік — принц Вюртембергу Вільгельм.
Дітиː
- Пауліна (1877—1965) — дружина 6-го князя цу Від Вільгельма Фрідріха, мала двох синів;
- Крістоф Ульріх (28 липня—28 грудня 1880) прожив 5 місяців.